# Dunecht
Dunecht est un village situé sur la route A944 dans le nord-est de l'Aberdeenshire, en Écosse. Il ne faut pas le confondre avec Echt.
Dunecht est situé 19,5 km à l'ouest de la ville d'Aberdeen et se trouve au confluent des rivières Kinnernie et Bervie.
Anciennement connu sous le nom de Waterton, il fut rebaptisé Dunecht dans les années 1820 lorsque la famille Crawford construisit Dunecht House. Le domaine a acquis une certaine notoriété en 1881 en raison du vol des restes d'Alexander Lindsay, 25e comte de Crawford.